# Imogen Heap
Imogen Jennifer Jane Heap (Londres, 9 de dezembro de 1977) é uma cantora e compositora britânica. Ficou mais famosa com a sua colaboração no trabalho do grupo Frou Frou e em 2005 com o seu CD solo Speak for Yourself.

## Biografia
Nascida no burgo londrino Havering, Imogen tocou muitos instrumentos clássicos, incluindo piano (seu primeiro instrumento), violoncelo e clarinete. Mais tarde ela aprendeu a tocar guitarra e bateria sozinha. Ela começou a escrever músicas no seu aniversário de 11 anos. Sua mãe, uma terapeuta artística, e seu pai, um retalhista de construção civil, se separaram quando ela tinha 12 anos. Ela foi mandada para uma escola destinada para quem quisesse aprender música. Heap não se deu bem com o professor de música. Sua ideia de punição era deixá-la sozinha para aprender sozinha, como consequência; ela aprendeu engenharia da música, amostragem e produção em computadores de Atari. Depois disto, Heap foi estudar na BRIT School Of Performing Arts & Technology em Croydon, Surrey, (que depois teve como estudante a artista Katie Melua). Ela assinou seu primeiro contrato com 18 anos em uma gravadora independente chamada Almo Sounds, foi muito prestigiada ao vivo, cantando quatro músicas que a levaram para o Prince’s Trust Concert in Hyde Park, em Londres, junto com The Who e Eric Clapton, em 1998.

### Vida pessoal
Em 30 de junho de 2014, Heap anunciou em seu blog que estava grávida de seu primeiro filho com o parceiro Michael Lebor. Ela deu à luz sua filha, Florence Scout Rosie Heap-Lebor, em 8 de novembro de 2014.

## Discografia

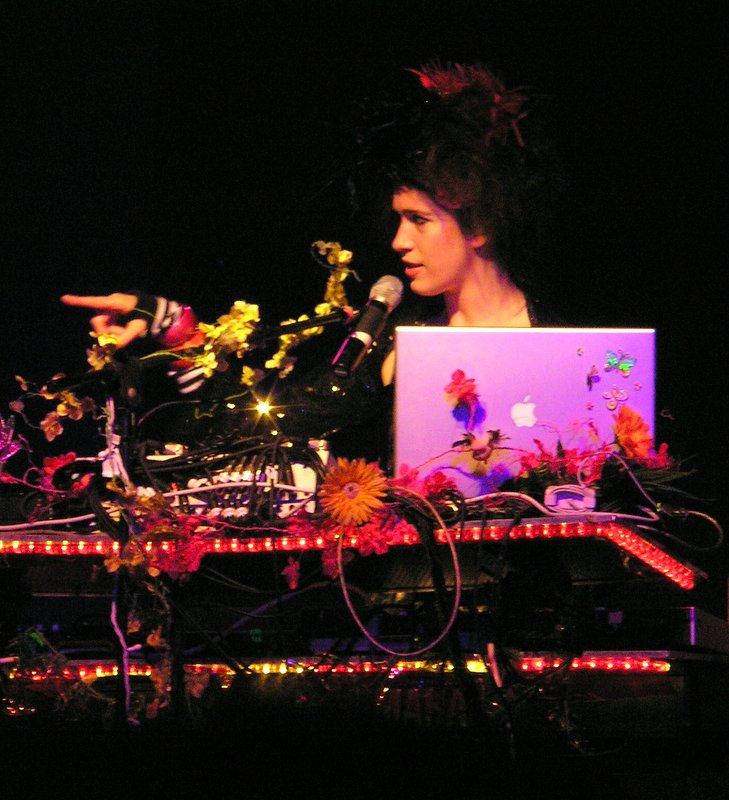
Imogen Heap.

### Álbuns solo
- iMegaphone (1998/2002/2006) · (Almo Sounds/Aozora Records)
- Speak for Yourself (2005) (US #144 · Megaphonic Records/RCA Victor/White Rabbit)
- Live Session (iTunes Exclusive EP) (2005)
- Ellipse (2009)
- Sparks (2014)

### Singles solo
- "Getting Scared" (1998 · Almo Sounds)
- "Shine" (1998 · Almo SoundsVictor)
- "Come Here Boy" (1998)
- "Hide and Seek" (2005)
- "Goodnight and Go" (2006) (UK: #56)
- "Headlock" (2006) (UK: #74)
- "Not Now, But Soon" (2008)
- "Canvas" (2009)
- "First Train Home" (2009)

### Frou Frou
- Details (2002 · Island Records/MCA/Universal) (UK: #128)
- "Breathe In" (single) (2002 · Island Records/Universal) (UK: #44)

### Contribuições
- Blanket by Urban Species - "Blanket' and 'Predictably Unpredictable" (1998)
- Amor Fati by Mich Gerber - "Embers of Love" (2000)
- ¡Viva Nueva! by Rustic Overtones - "Valentine's Day Massacre" (2001 · Tommy Boy Records)
- You Had It Coming de Jeff Beck - "Dirty Mind" and "Rollin' and Tumblin'" (2001 · Sony Music)
- Tell 'Em Who We Are by LHB - "Coming Up For Air" (2003 · Telstar TV)
- Contact Note by Jon Hopkins - "Second Sense" (2004 · Just Music)
- It's Better To Have Loved EP by Temposhark - "Not That Big (Metronomy Remix)" (2005 · Paper & Glue)
- Foiled by Blue October - "Congratulations" (2006 · Universal Records)
- Musikain by J.P. Schwalm - "P.I.N." (2006 · Musikain Records)
- The Invisible Line by Temposhark - "Not That Big" (2007 · Paper & Glue)
- Imogen Heap - Can't Take it in (2007 - The Chronicles of Narnia Soundtrack)
- Amanda Champagne - "Outro Dia" (2007 · Champagne’d Records)
- The Boy Who Knew Too Much de Mika - By the time (2009)
- Wait it Out (2009 - Chuck)
- Whatcha Say com Jason Derulo (Versão remixada) - (2010)
- Música original (Hide and Seek): http://www.kboing.com.br/imogen-heap/1-1022651/
- Versão com Jason Derulo: http://www.kboing.com.br/jason-derulo/1-1024375/
- Produção de "Clean" de Taylor Swift, do álbum 1989 (2014)
- Trilha de Harry Potter and the Cursed Child (2016)
- The Music of Harry Potter and the Cursed Child - Composição e Interpretação, Lançamento do Álbum de Trilha sonora da peça de teatro Harry Potter and the Cursed Child (2018)